# ボンダイ・ジャンクション駅
ボンダイ・ジャンクション駅（Bondi Junction railway station）はシドニーのボンダイ・ジャンクション にある、イースタン・サバーブ線の駅である。

## 歴史
1960年にシドニーCBDとボンダイジャンクションを結んでいたトラムが廃止されたため、代替となる鉄道路線が1967年に計画され、1979年に開業した。
2000年のシドニーオリンピックを契機として駅の大規模な改修工事が行われ、駅周辺に分散していたバス停が一か所に集約された。
ボンダイビーチまで延伸する計画があるが、ビーチ周辺の住民の反対運動があり、建設の見通しは立っていない。

## 駅構造
島式ホーム1面2線の地下駅である。

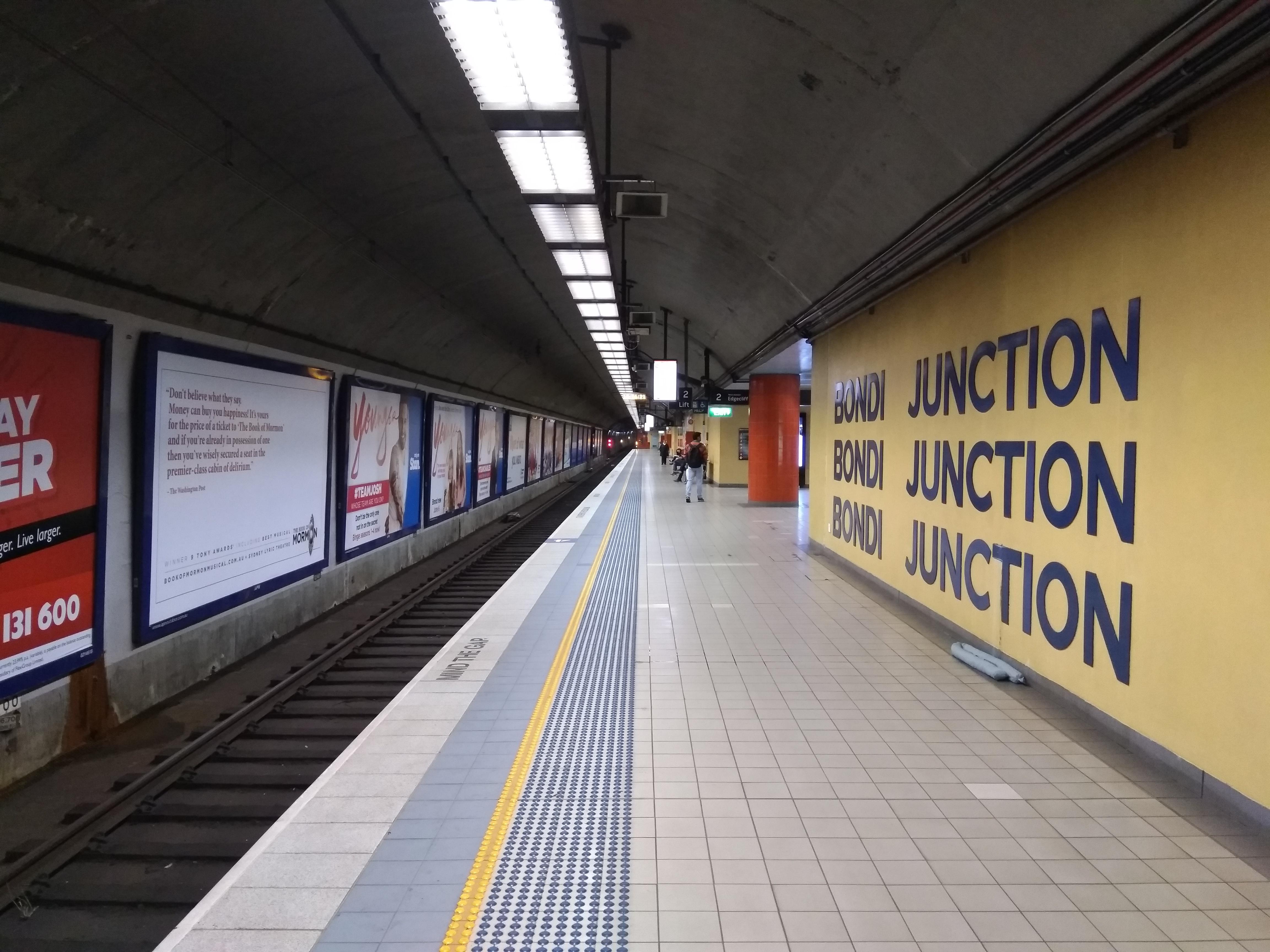
地下ホーム（2018年6月23日）

地下1階に2つの改札口があり、地下2階がプラットホーム階となっている。地上階と改札階、改札階とホーム階はそれぞれ階段やエスカレーター、エレベーターで結ばれている。地上階にはバスターミナルが併設されており、様々な方面のバスが発着している。

### のりば
| 番線 | 路線                                                              | 行先                                                                                      |
| ---- | ----------------------------------------------------------------- | ----------------------------------------------------------------------------------------- |
| 1    | ■イースタン・サバーブ＆イラワラ・ライン ■サウス・コースト・ライン | セントラル・ウォーターフォール・コロヌラ方面 セントラル・ウォーターフォール・カイアマ方面 |
| 2    | ■イースタン・サバーブ＆イラワラ・ライン ■サウス・コースト・ライン | セントラル・ウォーターフォール・コロヌラ方面 セントラル・ウォーターフォール・カイアマ方面 |

### 駅構内設備
- 自動改札機：改札階に設置。
- トイレ：改札階と地上階に存在し、改札内と改札外の3か所にある。うち2か所は車いす対応有。
- 公衆電話

## 利用状況
2013年度の1日平均乗車人員は21,470人である。Sydney Trains および NSW TrainLink 管内の駅では第8位である。

## 隣の駅
■イースタン・サバーブ＆イラワラ・ライン
■サウス・コースト・ライン
ボンダイ・ジャンクション駅 - エッジクリフ駅